# Mucor virens
Mucor virens är en svampart som först beskrevs av H. Mart., och fick sitt nu gällande namn av Elias Fries 1827. Mucor virens ingår i släktet Mucor och familjen Mucoraceae.   Inga underarter finns listade i Catalogue of Life.